# Pogórze Bolkowskie
Pogórze Bolkowskie – pogórze w Sudetach Środkowych/Pogórzu Zachodniosudeckim w południowo-zachodniej Polsce w województwie dolnośląskim, powiat jaworski. 

## Opis
Pogórze Bolkowskie położone jest w północno-zachodniej części Pogórza Wałbrzyskiego między dolinami Nysy Szalonej i Strzegomki. Zbudowane jest z różnorodnych skał od prekambru po perm przykrytych w plejstocenie osadami lodowcowymi. Teren pagórkowaty położony na wysokości 260-550 m n.p.m. dość silnie pofałdowany o charakterze rolniczym mało uprzemysłowiony średnio zalesiony. Głównym miastem pogórza jest położony nad Nysą Szaloną Bolków. Na terenie pogórza znajdują się też ruiny Zamku Świny. Przez pogórze prowadzi z południa na północ szlak cysterski oraz droga krajowa nr 5 o walorach widokowych.